# 蓮山站
蓮山站（：／ Yeonsan yeok */?）是釜山地鐵1號線與釜山地鐵3號線沿線交會的一座地下車站，位於韓國釜山廣域市蓮堤區蓮山洞蓮山交叉路。

## 車站結構
兩線站體均為2面2線曲線式設計側式月台的地下車站，候車月台設有月台幕門，並有出口共17處。
兩條路線均可通過候車室轉乘對向列車。

### 1號線月台
| 市廳 ↑         |
| \| 上          |
| ↓ 釜山教育大學 |

| 月台 | 路線               | 目的地                             |
| ---- | ------------------ | ---------------------------------- |
| 上行 | ●釜山都市铁道1号线 | 多大浦海水浴場方向                 |
| 下行 | ●釜山都市铁道1号线 | 溫泉場、釜山大學、梵魚寺、老圃方向 |

### 3號線月台
| 水滿谷 ↑ |
| \| 上    |
| ↓ 巨堤   |

| 月台 | 路線               | 目的地                     |
| ---- | ------------------ | -------------------------- |
| 上行 | ●釜山都市铁道3号线 | 水滿谷、水營方向           |
| 下行 | ●釜山都市铁道3号线 | 美南、德川、龜浦、大渚方向 |

## 歷史
- 1985年7月19日：蓮山洞站（연산동역）落成啟用。
- 2005年11月18日：3號線站體開通。
- 2010年2月24日：更名為蓮山站。

## 車站周邊
- 釜山經商大學（朝鲜语：부산경상대학교）
- 釜山外語高校
- 國民健康保險公團釜山蓮堤支社
- 國民銀行蓮山洞分行
- 中小企業銀行蓮山洞分行

## 相鄰車站
釜山交通公社
●釜山都市铁道1号线
市廳（122）－蓮山（123）－釜山教育大學（124）
●釜山都市铁道3号线
水滿谷（304）－蓮山（305）－巨堤（306）